# 메토키역
메토키역(目時駅, めときえき 메토키에키[*])은 일본 아오모리현 산노헤군 산노헤정에 있는 철도역으로 아오이모리 철도 아오이모리 철도선과 IGR 이와테 은하 철도의 철도역이다.

## 승강장
상대식 2면 2선 지상역이다.

### 타는 곳
| 1 | ■ 아오이모리 철도선  | 하치노헤 · 아오모리 방면 |
| 2 | ■ 이와테 은하 철도선 | 니노헤 · 모리오카 방면   |

## 역사
- 1924년 12월 20일: 메토키 신호장으로 설치
- 1948년 10월 1일: 철도역으로 승격, 메토키역으로 영업 개시.
- 1962년 4월 1일: 화물 업무 폐지.
- 1987년 4월 1일 : 민영화에 따라, 동일본 여객철도가 계승.
- 2002년 12월 1일 : 도호쿠 신칸센이 하치노헤 역까지 연장 개통함에 따라 IGR 이와테 은하 철도와 아오이모리 철도로 이관, 역 업무는 아오이모리 철도가 실시.

## 인접 역
| IGR 이와테 은하 철도 ■ 이와테 은하 철도선 | IGR 이와테 은하 철도 ■ 이와테 은하 철도선 | IGR 이와테 은하 철도 ■ 이와테 은하 철도선 |
| ----------------------------------------- | ----------------------------------------- | ----------------------------------------- |
| 긴타이치온센 모리오카 방면                | 보통                                      | 아오이모리 철도로 직결 운행함             |
| 아오이모리 철도 ■ 아오이모리 철도선       |                                           |                                           |
| 이와테 은하 철도선으로 직결 운행함        | 보통                                      | 산노헤 하치노헤 방면                      |